# Dorukhan Toköz

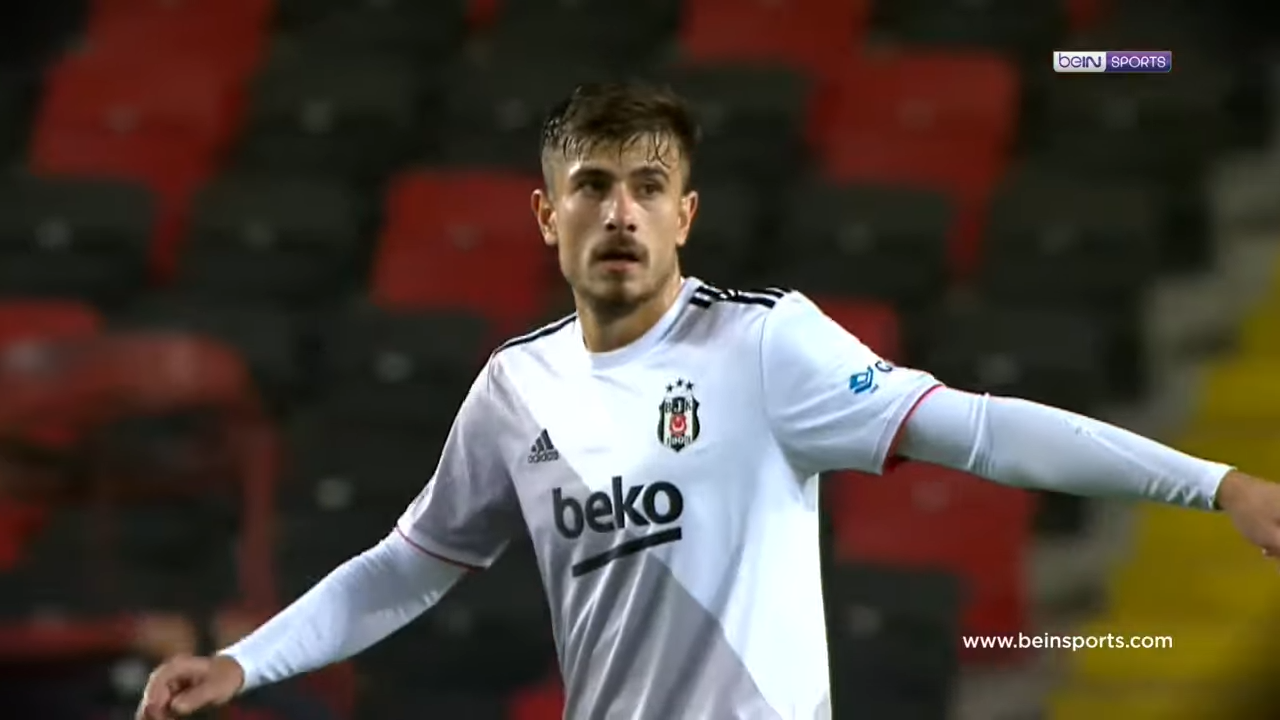
Dorukhan Toköz akcióban a Beşiktaş - Trabzonspor rangadón 2021 januárjában

Dorukhan Toköz (1996. május 21. –) török válogatott labdarúgó, a Trabzonspor középpályása és védője.

## Pályafutása

### Klubcsapatban
Toköz 2008-ban kezdett el klubszinten focizni szülővárosa, az  Eskişehirspor ifjúsági csapatában. A 2015–16-os szezonban profi szerződést kapott a klubnál, de továbbra is a klub tartalékcsapatában játszott, Samet Aybaba vezetőedző irányítása mellett. 
2015. december 3-án, kupameccsen, a Menemen Belediyespor ellen, lépett pályára először a felnőtt csapatban. A mérkőzés az Eskişehirspor 1-0-s győzelmével zárult Dorukhan góljának köszönhetően. Ezután, a 2015. december 15-i, Boluspor elleni, kupamérkőzését követően első mérkőzését a nemzeti bajnokságban, az Eskişehirspor mezében, 2015. december 20-án játszotta az İstanbul Başakşehir FK ellen, amelyen 2-1-re kikaptak.
2018. július 9-én Dorukhan a Beşiktaşhoz igazolt. 2018. július 26-án lépett pályára először a Beşiktaş színeiben a B36 Tórshavn csapata elleni UEFA Európa Liga-selejtező mérkőzésen. 2018. január 18-án megszerezte első hivatalos gólját a Beşiktaş színeiben az Akhisar Belediyespor elleni mérkőzésen. A Beşiktaş mezében komoly sikereket elért Dorukhannak az Alanyasporral 2019. október 6-án lejátszott mérkőzésen súlyosan megsérült a térde. Négy hónapig nem játszhatott.
Dorukhan a 2020–21-es nemzeti bajnokságon a Beşiktaş csapatával bajnoki címet szerzett, összesen 36 meccsen játszott és 3 gólpasszt adott.

### A válogatottban
Utánpótlás  válogatott játékos volt a török U21-es labdarúgó-válogatottban.
A török labdarúgó-válogatottban 2019. március 22-én debütált az Albánia elleni Európa-bajnoki selejtezőn, a 65. percben Emre Belözoğlu helyett állt be.

## Gólok a válogatottban
Gólok és eredmények listája. Az eredménynél Toköz csapatának gólja szerepel elöl.
| #  | Dátum            | Helyszín                            | Hazai  | Gól | Eredmény | Esemény                  |
| -- | ---------------- | ----------------------------------- | ------ | --- | -------- | ------------------------ |
| 1. | 2019. június 11. | Laugardalsvöllur, Reykjavík, Izland | Izland | 1–2 | 1–2      | UEFA Euro 2020 selejtező |

## Sikerei, díjai

### Beşiktaş J.K.
- Süper Lig: 2020–21
- Türkiye Kupası: 2020–21[9]